# Peter Roehr

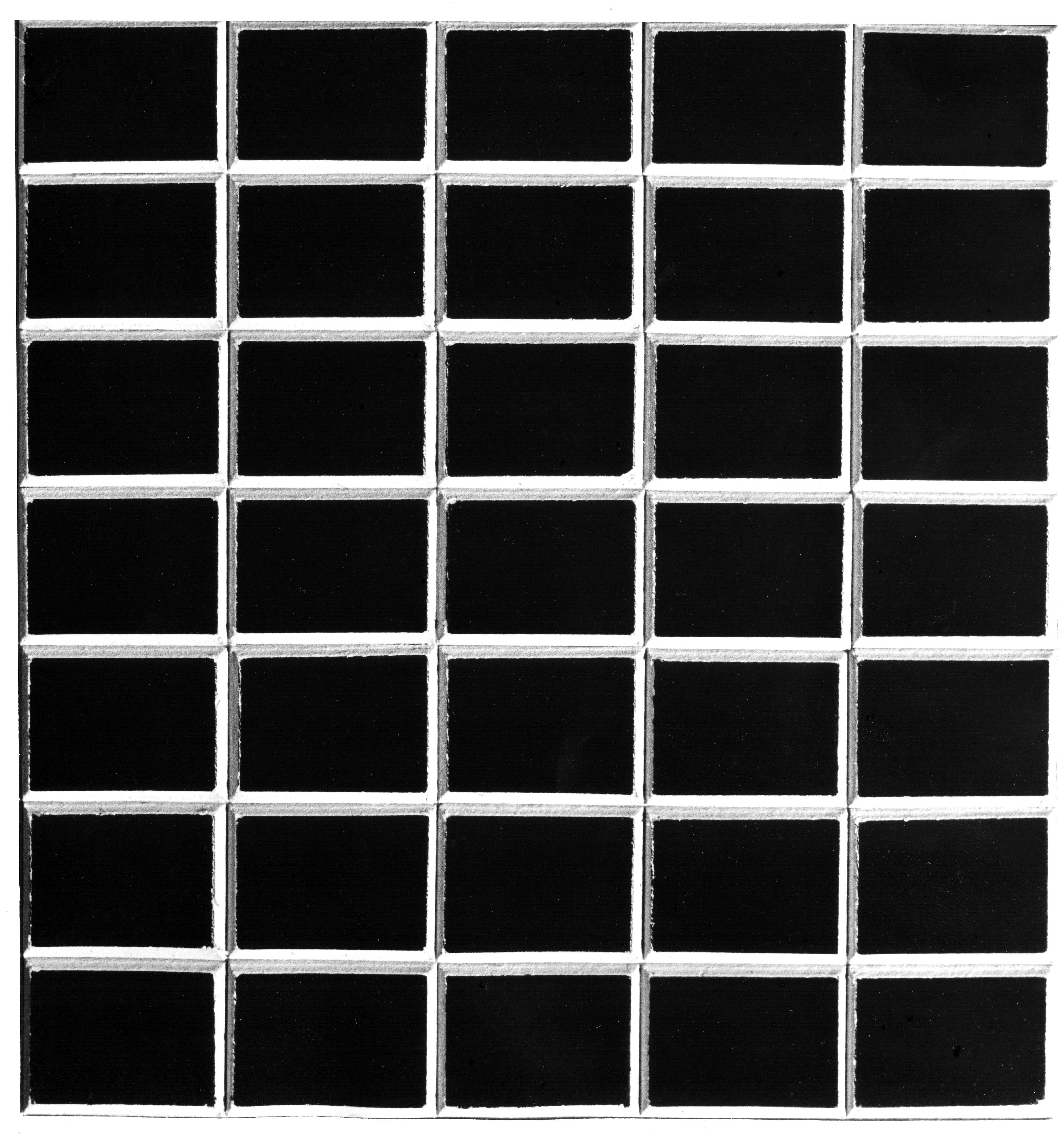
Pappe auf Holz, 20,5 × 20 cm, (1966), Arbeit Nr. 33-6-66, Sammlung Paul Maenz / Foto: Heinz Thate 10/1970

Peter Roehr (* 1. September 1944 in Lauenburg in Pommern; † 15. August 1968 in Frankfurt am Main) war ein deutscher Maler und Objektkünstler.

## Leben
Roehr wurde gegen Ende des Zweiten Weltkrieges als Einzelkind des Ehepaars Kurt und Eleonora Röhr (geb. Zaneff) geboren. Nach der Trennung der Eltern im Jahr 1946 zog die Mutter mit ihrem Kind zuerst nach Leipzig, dann nach Frankfurt am Main. Nach der Volksschulzeit von 1951 bis 1959 absolvierte Peter Roehr eine Lehre als Leuchtreklame- und Schilderhersteller in Frankfurt am Main. Anschließend studierte er von 1962 bis 1965 an der Werkkunstschule (heute Fachhochschule Wiesbaden) in Wiesbaden, die er 1966 als Meisterschüler in der Malereiklasse von Vincent Weber abschloss. Als erste Arbeiten entstanden 1962 und 1963 Strukturbilder aus Reiskörnern auf Holz oder quadratischer, mit Kordel umwickelter Pappe (TE-17). 1964 lernte Roehr den für ihn wichtigen Sammler, Förderer und Galeristen Paul Maenz kennen, mit den Frankfurter Künstlern Charlotte Posenenske und Thomas Bayrle verband ihn eine mehrjährige Freundschaft.
Mit Paul Maenz organisierte er in der Studiogalerie im Studentenhaus der Johann Wolfgang Goethe-Universität im Mai 1967 eine wegweisende Ausstellung unter dem Titel Serielle Formationen mit Werken unter anderen von Carl Andre, Jan Dibbets, Hans Haacke, Donald Judd, Piero Manzoni und Jan Schoonhoven. Im Januar 1968 eröffnete er mit Maenz im Frankfurter Holzgraben das 60 m² große Ladengeschäft Pudding-Explosion, das nach Auskunft seiner beiden Inhaber „Psychodelicatessen mit Hippie-Zubehör“ anbot. Es war in Deutschland der erste Laden seiner Art, der von Räucherstäbchen bis zur Peking-Rundschau ein breites Spektrum politischer, spiritueller und ironischer Artikel offerierte.
Peter Roehr verstarb im Alter von 23 Jahren an Krebs.

## Werk
Roehr fertigte mit industriell hergestellten Elementen oder gedruckten Bildmotiven in serieller Reihung meist quadratische Bildtafeln. Durch diese Addition jeweils gleicher Motive, die jegliche Subjektivität ausblendet, wird die Aufmerksamkeit auf die einzelnen repetierten Teile, auf das angewandte Ordnungsprinzip, wie auch auf die entstehende Großform gelenkt. Dabei wählte der Künstler Motive in einer genau bestimmten Größe und Anzahl, so dass eine neue formale Einheit entstand. Die gewählten Materialien bringen prototypisch das Stereotype der Massengesellschaft zum Ausdruck: Postaufkleber wie Schnellsendung oder Einschreibe-Einlieferungszettel gehören ebenso dazu, wie Motivausschnitte aus der Illustriertenwerbung, Buchaufkleber, Preisetiketten, Bierdeckel mit dem Motiv des Henninger-Turms oder quadratische Schulschiefertafeln und runde Kunststofflinsen.
Seine typografischen Reihungen stellte er mit mechanischen Rechen- und Schreibmaschinen her (Additionsstreifen ST-9, 1962) und findet hier formale Bezüge zu dem ebenfalls in Frankfurt arbeitenden Franz Mon. Daneben entstanden auch Foto- und Filmmontagen. Bei seinen Tonmontagen hatte er Sprachbeiträge deutscher und amerikanischer Rundfunksender (Ausschnitte aus Nachrichten, Programmansagen, Werbetexten) seriell arrangiert. Roehr war einer der ersten Protagonisten der Minimal Art in Deutschland.
Als der Künstler 1968 im Alter von 23 Jahren an Lymphdrüsenkrebs starb, hinterließ er mit über 600 Arbeiten eines der eindrucksvollsten künstlerischen Œuvres. Die Urne des Künstlers wird in einer seriell angeordneten Urnenwand aufbewahrt, die sich auf dem Frankfurter Hauptfriedhof befindet.
Das komplette Archiv von Peter Roehr wurde im Jahre 2011 von Paul Maenz dem Museum für Moderne Kunst (MMK) in Frankfurt am Main überlassen. Es enthält Filme, Notizen, Briefe, Manuskripte und das Nachlassverzeichnis des Künstlers. Es wurde komplett digitalisiert und ist über eine Onlinedatenbank einsehbar.

## Zitate
Ein Ordnungsgefüge, keine Komposition. Eine Fläche ist angefüllt mit gleichartigen Objekten, man kann sie nicht unterscheiden. Das Bild hat keinen Ereignisort, es ereignet sich überall. (1965)
Erfundene Bilder sind, wenn sie gedacht werden, schon erfunden. Die Realisierung ist der zweite Teil des Entstehungsprozesses. (1966)

## Werke in öffentlichen Sammlungen
- Hessischer Rundfunk, Frankfurt am Main (3-1-67, Plastik auf Holz, 1967)
- Museum für Moderne Kunst, Frankfurt am Main und Städel Museum Frankfurt am Main
- Museum Ludwig, Köln
- Daimler Contemporary, Berlin
- Museum Abteiberg, Mönchengladbach
- Sammlung zeitgenössischer Kunst der Bundesrepublik Deutschland, Bonn
- Museum Wiesbaden, Wiesbaden
- Kunstmuseum Stuttgart, Stuttgart
- Kunstmuseum Reutlingen, Sammlung Konkrete Kunst

## Ausstellungen (Auswahl)
- 1965: Adam Seide, Frankfurt am Main, Abendausstellung II (auch 1967)
- 1967: Galerie Dorothea Loehr, Frankfurt am Main
- 1971: Städtisches Museum Schloss Morsbroich, Leverkusen; Videogalerie Gerry Schum, Düsseldorf
- 1971: Galerie Paul Maenz, Köln (auch 1972, 1973, 1974, 1976, 1981, 1985, 1988)
- 1972: Galleria Sperone, Turin; documenta 5, Kassel
- 1977: Kunsthalle Tübingen; documenta 6, Kassel
- 1977: Van Abbemuseum, Eindhoven; Frankfurter Kunstverein, Frankfurt am Main; Kunsthalle Tübingen
- 1978: Museum of Modern Art, Oxford; Kunstmuseum Luzern
- 1994: Museum für Moderne Kunst im Fotografie-Forum, Frankfurt am Main
- 2000: Neues Museum Weimar, Weimar
- 2004: Museum für Moderne Kunst, Frankfurt am Main
- 2009: Städel Museum und Museum für Moderne Kunst, Frankfurt am Main: Peter Roehr. Werke aus Frankfurter Sammlungen
- 2010: Haus Konstruktiv, Zürich: Visionäre Sammlung Vol. 12: Peter Roehr
- 2012: Kunsthaus Wiesbaden: dasselbe anders / immer dasselbe: Charlotte Posenenske und Peter Roehr